# Reinaldo Polito
Reinaldo Polito (Araraquara, 2 de dezembro de 1950) é um escritor e colunista brasileiro. 
Publicou 34 obras, cinco delas em coautoria com Rachel Polito, escreve sobre a "arte de falar em público". Atualmente é Presidente Emérito e ocupa a cadeira número 03 da Academia Paulista de Educação. e a cadeira número 36 da Academia Araraquarense de Letras.

## Biografia
Filho de Geraldo Polito e Lúcia Cabbaú Polito, realizou seus estudos primários no antigo Instituto de Educação Bento de Abreu (IEBA) e no Colégio São Bento de Araraquara. Em 1971, mudou-se com a família para São Paulo, onde atuou no mercado financeiro e formou-se em Ciências Econômicas e Administração de Empresas pela Faculdade de Ciências Econômicas de São Paulo.
Em 1975, ingressou no Curso de Comunicação Verbal da escola de oratória de Oswaldo Melantonio, do qual tornou-se assistente após o término do curso. Mais tarde, Polito passou a atuar como professor do curso de expressão verbal para professores e alunos dos cursos de graduação e pós-graduação da Escola de Comunicações e Artes da Universidade de São Paulo. Também fez pós-graduação em Administração Financeira pela Faculdade de Ciências Econômicas de São Paulo e pela Fundação Getulio Vargas, e em Comunicação e Mercado pela Fundação Cásper Líbero. Tornou-se mestre em Ciências da Comunicação também pela Fundação Cásper Líbero.
Em 1986, lançou seu primeiro best-seller, intitulado Como Falar Corretamente e Sem Inibições. O livro foi publicado em países de praticamente todos os continentes, atingiu 112 edições, vendeu mais de 600 mil exemplares e permaneceu três anos e meio nas listas dos mais vendidos do país, em algumas em primeiro lugar.  
Casou-se em primeiras núpcias com Rosélys Kairalla Eid, com quem teve quatro filhos: Roberta, Rachel, Rebeca e Reinaldo. Seu segundo casamento foi com Marlene Theodoro, com quem vive desde 1990.
Foi entrevistado para as Páginas Amarelas da Revista Veja. Foi matéria de capa ou teve chamada em matéria de capa em praticamente todas as revistas importantes do país. Como exemplo, duas matérias de capa na Revista Veja, matéria de capa na Revista Você S.A. e Perfil com sete páginas na Revista Playboy. Foi entrevistado em matérias de página inteira nos principais jornais do país e nos mais importantes programas de rádio e televisão do Brasil. 
- Coordenador do 'segmento audiolivros' e da 'Série Superdicas' publicados pela Editora Saraiva.
- Coordenador da “Série I Superconsigli” publicada pela Editora Italianova na Itália.
- Coordenador da "Série 29 minutos" publicada pela Editora Sextante.
- O livro “Superdicas para falar bem” foi um dos dez mais vendidos no Brasil  de 2006 (Revista Veja).
- Lançou livros na Espanha, Colômbia, Itália, Portugal, México e Rússia.
- Livro lançado em Inglês, no Brasil e na Itália: Super clues for speaking well in talks and presentations.
- Especializou-se no treinamento de empresários, executivos, políticos e profissionais liberais de alto nível. Ministra cursos de oratória desde 1975.
- Colunista em comunicação, comportamento e carreira nas Revistas GoWhere Business, ABC FARMA e Vida Simples.
- Colunista semanal em comunicação e carreira no UOL de 2007 a 2023.
- Colunista semanal em comunicação, carreira, comportamento e análise política na Jovem Pan.
- Colunista semanal no Jornal Diário de São Paulo.
- Colunista semanal na CBN Santos.
- Atuou como colunista semanal em comunicação, carreira, comportamento e cultura na Agência Estado, jornais Tribuna Impressa de Araraquara (2003 a 2011), O Imparcial de Araraquara, Diário de Taubaté, Diário de Suzano.
- Atuou como colunista em comunicação, comportamento e carreira nas revistas Vencer (de 1999 a 2009), Seu Sucesso (por cinco anos), Ser Mais (por cinco anos), Coaching em Revista, Superpedido, Slac, Brazilian Press, Você S. A., Segmento, entre outras.
- Atuou como colunista semanal do "Primeiro Programa" da Rádio Transamérica.
- Atuou como colunista do programa "Trilha Profissional" da Rádio USP.
- Atuou com o apresentador do programa de entrevistas “Falando com Polito” na Rede de televisão JBN TV.
- Foi Presidente da Academia Paulista de Educação de 2015 a 2018.
- Membro Titular e Presidente Emérito da Academia Paulista de Educação
- Membro titular e fundador da Academia Araraquarense de Letras.
- Presidente do Conselho de Administração da ONG Via de Acesso.
- Foi Membro do Conselho de professores do IBMEC

Obras publicadas:
- Como falar corretamente e sem inibições - 112ª edição - pós 9 tiragens da 111ª edição;
- Assim é que se fala - como organizar a fala e transmitir ideias - 29ª edição;
- Gestos e postura para falar melhor - 23ª edição;
- Técnicas e segredos para falar bem - 5 volumes;
- Vença o medo de falar em público - 9ª edição - 2ª tiragem;
- A influência da emoção do orador no processo de conquista dos ouvintes - 4ª edição;
- Um jeito bom de falar bem - como vencer na comunicação - 10ª edição;
- Recursos audiovisuais nas apresentações de sucesso - 7ª edição;
- Seja um ótimo orador - 9ª edição - 3ª tiragem;
- Como se tornar um bom orador e se relacionar bem com a imprensa - 8ª edição;
- Como preparar boas palestras e apresentações - 5ª edição;
- Fale muito melhor - 6ª edição;
- Como falar de improviso e outras técnicas de apresentação - 12ª edição;
- Superdicas para falar bem em conversas e apresentações - 2ª edição - após 14 tiragens;

- Oratória para advogados e estudantes de direito - com chancela da OAB SP e do Conselho Federal da OAB - 2ª edição - após 11 tiragens;
- O que a vida me ensinou - ninguém é tão bom que não possa melhorar - 2ª edição;
- Como ser bom de papo e se enturmar - em quadrinhos;
- Como falar em público;
- Conquistar e influenciar para se dar bem com as pessoas - 4ª tiragem;
- As melhores decisões não seguem a maioria;
- Saiba dizer não sem se envergonhar nem magoar os outros;
- 29 minutos para falar bem em público e conversar com desenvoltura (em coautoria com Rachel Polito);
- Oratória para líderes religiosos - Como transmitir mensagens que cativam e inspiram (em coautoria com Rachel Polito);
- Superdicas para escrever uma redação nota 1.000 no ENEM (em coautoria com Rachel Polito);
- Os segredos da boa comunicação no mundo corporativo (em coautoria com Rachel Polito)
- Comunicação a distância  - o que não fazer (em coautoria com Rachel Polito)
- Super Clues on speaking well;
- Super Tips on speaking well - 2ª tiragem;
- Superconsejos para hablar bien en charlas y presentaciones;
- How To Be A Good Talker And Fit In (digital);
- Diversos cursos a distância e em vídeos pela Ciatech e UOL Educação.
- Curso on-line "Oratória para líderes e gestores", pela Gold 360 (em coautoria com Rachel Polito";
- Curso on-line "Fale sem medo", pela Gold 360 (em coautoria com Rachel Polito);
- Curso on-line "Oratória política para vencer as eleições", pela Gold 360.
- Curso on-line "Método Influência e Comunicação", pela Gold 360.
- É coautor dos livros 'Manual de treinamento e desenvolvimento', 'Superdicas para ensinar a aprender', 'Antologia dos Acadêmicos e Patronos da Academia Araraquarense de Letras', 'Pensamento estratégico para líderes de hoje e de amanhã' (publicado pela Editora Integrare), 'Comunicação organizacional estratégica' - com a participação de autores e especialistas que integram o corpo docente do curso de pós-graduação de Gestão Estratégica  em Comunicação Organizacional e Relações Públicas (GESTCORP) do Departamento de Relações Públicas, Propaganda e Turismo da Escola de Comunicações e Artes da USP. (publicado pela Summus editorial), 'A escola que queremos', publicado pela Secretaria da Educação do Estado de São Paulo e Soft Skills, publicado pela Literare Books.

Obs. Seis de suas obras entraram para as listas dos livros mais vendidos do país. "Como falar corretamente e sem inibições" e "Assim é que fala" participaram simultaneamente da lista dos mais vendidos da Revista Veja, e na Revista Exame ficaram também simultaneamente em primeiro e segundo lugares várias quinzenas. Seus livros ultrapassaram um milhão e quinhentos mil exemplares vendidos em todo o mundo. A Série Superdicas que coordena na Editora Saraiva ultrapassou um milhão de exemplares vendidos, e teve seis títulos simultaneamente na lista dos mais vendidos mesma edição da Revista Veja.

Obras publicadas no exterior:
- Cómo hablar bien en público (Como falar corretamente e sem inibições - publicado na Espanha e na Colômbia);
- Cómo hablar para convencer - organiza y transmite tus ideas con éxito (assim é que se fala - como organizar a fala e transmitir ideias - publicado no México) - 2ª edição;
- Conferencias y presentaciones exitosas (Superdicas para falar bem em conversas e apresentações - publicado na Colômbia);
- I superconsigli - parlare bene per convincere ed essere protagonista (Superdicas para falar bem em conversas e apresentações - publicado na Itália);
- Super clues on speaking well in talks and presentations (Superdicas para falar bem em conversas e apresentações - publicado em Inglês na Itália);
- Como falar correctamente e sem inibições (publicado exclusivamente em Portugal pela Editora Eurobest). Como falar corretamente e sem inibições (publicado em Portugal pela Editora Pergaminho);
- Как говорить правильно и без стеснения (Como falar corretamente e sem inibições - publicado na Rússia);
- Как завладеть аудиторией - от собеседника до зала. Супер-советы (Superdicas para falar bem em conversas e apresentações - publicado na Rússia).
- Conquistare, Influenzare, Parlare Bene. (Conquistar e influenciar para se dar bem com as pessoas - publicado na Itália).
- Como conquistar e influenciar pessoas. (Conquistar e influenciar para se dar bem com as pessoas - publicado em Portugal).
- Come parlare a braccio ed altre tecniche de comunicazione ed improvvisazione. (Como falar de improviso e outras técnicas de comunicação - publicado na Itália).
- Os livros publicados no exterior foram distribuídos em 39 países.

Distinções:
- Título de Cidadão Paulistano (01.12.2003)
- Membro titular da Academia Paulista de Educação (24.06.2004)
- Título de Cidadão Benemérito de Araraquara (13.05.2005)
- Título Companheiro Paul Harris (09.04.2012)
- Membro titular fundador da Academia Araraquarense de Letras - 2012
- Presidente da Academia Paulista de Educação - 2015/2018
- Presidente Emérito da Academia paulista de Educação - a partir de 2018.
- Presidente da ONG Via de Acesso - Desde 2003.
- Medalha "Cid Vieira de Souza". Concedida pela OAB SP em 17.12.2015
- Professor Honorário e Membro do Conselho de Professores do IBMEC - de 2017 a 2021.
- Medalha MMDC (22.12.2022) Secretaria de Educação do Estado de São Paulo